# 莫那能
馬列雅弗斯·莫那能（1956年6月3日—），臺灣排灣族詩人，臺東縣達仁鄉出身，世稱莫那能，曾用漢名曾舜旺，臺東縣立大武國民中學畢業。夏潮聯合會會長，長期主張臺灣原住民族也是中國人，主張兩岸統一所帶來的臺灣海峽和平對臺灣原住民族最有利。

## 生平
1956年6月3日，莫那能出生於臺東縣達仁鄉安朔村，是家中長子。
莫那能年輕時曾經考上空軍機械學校，但是因為視力問題無法就讀。為了負擔家計，莫那能離開家鄉，到外地的大城市中工作，做過砂石工、捆工、搬運工、殯葬業。
1977年初，莫那能認識了淡江大學山地服務社指導老師王津平。1977年底，莫那能到臺北縣淡水鎮找工作，在王津平宿舍住了約一、二個月之久，開始與一些關心臺灣原住民的漢族朋友來往；其後的三、四年間，莫那能結識了王拓、蘇慶黎、李雙澤、陳映真、楊青矗、黃春明、汪立峽、陳鼓應、陳婉真、楊祖珺、林正、張富忠、宋東文等人，其中有許多黨外運動人士。1978年底，陳鼓應與陳婉真代表黨外運動在臺北市聯手參選立法委員與國民大會代表，莫那能被王津平找去幫陳鼓應與陳婉真的忙，這是莫那能第一次參與政治活動，「但其實只是做些貼海報、發傳單、搬器材的外圍支援工作」。
1979年，莫那能因車禍腦震盪，在醫院昏迷了將近兩個月，醒來的時候右眼全盲、左眼視力0.2；醒來後回去工作，沒多久開始咳嗽咳得很厲害，在醫院檢查發現罹患肺結核，辭了工作，被蘇慶黎帶去臺北市景美陳鼓應家養病好幾個月。全盲後的莫那能，在台灣盲人重建院習得按摩技能，並在陳映真鼓勵下用點字寫作。
1984年12月，莫那能與歌手胡德夫等人成立臺灣原住民族權利促進會，莫那能擔任臺灣原住民族權利促進會「促進委員會」召集委員。莫那能的詩〈恢復我們的姓名〉即是為臺灣原住民族權利促進會創作的。
1987年9月28日民主進步黨一週年黨慶，莫那能作詩〈這一切，只是開始——民進黨週年紀念〉，期望民進黨「當瞎子執起盲杖走在你的行列中／是要共同應驗你的名字／民主更民主／進步更進步」。
1988年1月9日華西街大遊行，莫那能以其妹淪為雛妓的不幸遭遇為原型作詩〈鐘聲響起時——給受難的山地雛妓姊妹們〉聲援此遊行。 
1989年8月，莫那能出版第一本臺灣原住民漢語現代詩詩集《美麗的稻穗》。《美麗的稻穗》收錄的詩〈來，乾一杯〉中，莫那能批評，臺灣獨立運動不讓臺灣原住民擁有臺灣前途的主導權：「一千八百萬人自決的口號／聽不到我們的歎息／平等和博愛，正義與公理／早將我們遺棄」。陳映真為《美麗的稻穗》寫了一篇長文〈莫那能——臺灣內部的殖民地詩人〉，跳脫漢族本位主義，批判漢族政權對臺灣原住民的長期壓迫，並且指出：「如果一定要在臺灣生活中找『民族壓迫』的問題，那恰好不是什麼『中國民族』對『臺灣民族』的壓迫，而是包括『中國人』和『臺灣人』的漢族對臺灣原住民族的壓迫。」〈來，乾一杯〉發表後，莫那能持續批判民進黨的台獨走向。
1996年，莫那能在臺北市成立按摩店「阿能按摩院」。1999年九二一大地震後，莫那能擔任「九二一原住民部落工作隊」召集人，鼓勵災民「黑暗並不可怕，有心就能看見」。
2000年2月，莫那能擔任臺灣原住民族權利促進會「部落工作隊」（同年5月更名「原住民族部落工作隊」）委員。
2004年7月19日，莫那能出席前民主進步黨主席許信良創辦的台灣民主學校成立記者會。
2005年8月13日，夏潮聯合會與社運界及知識界二十多個團體在臺北市二二八和平紀念公園露天音樂台舉辦「世界反法西斯戰爭勝利暨中國抗戰勝利、台灣光復六十週年紀念大會」，陳明忠、林書揚、王曉波、吳榮元、莫那能、杜繼平、黃光國與侯孝賢紛紛上台發表世界反法西斯戰爭的歷史意義；莫那能緩緩道出臺灣原住民受日本法西斯主義侵害的歷史，但他說，如今日本軍國主義統治已遠，臺灣原住民卻不因此受到比較好的對待。
2006年9月6日，莫那能說，現在臺灣政壇大家在爭論誰是「芋頭」（外來）、誰是「蕃薯」（本土）、誰真正「愛臺灣」，他感到可笑，因為不論是誰執政，從他看來都是外來政權；國民黨時期拚命建高爾夫球場，民進黨跟進還變本加厲濫墾濫伐，清境農場、霧社溫泉區、東埔溫泉飯店都是這兩大黨的傑作；民進黨不能一味地用歷史情結來做為政治籌碼，認真看待每一個政策對臺灣永續發展的影響才是真正的「愛臺灣」。
2007年9月7日，莫那能說，民進黨執政後，惡質的政黨選舉文化反而越演越烈，「買票、割喉、分化、抹黑、抹紅……手段無所不用其極」，這些都讓選民無法正確認識候選人，而這種把對手鬥臭鬥垮的氣氛逐漸滲透原住民地區，令他非常擔憂；他擔任部落工作隊召集人以後，在歷次選舉中，陸續有不同政黨派人對他進行遊說、誘他以利益交換，但他都一笑置之、不當一回事，因為他永遠「是屬於民族的，不屬於任何黨派」。
2010年5月，人間出版社發行莫那能口述歷史自傳書《一個台灣原住民的經歷》，莫那能在全書最末直言，他不認同現在台灣流行的政治運動與政治主張，「他們根本沒有真正想到原住民」，這是他一直支持原住民工作隊與原住民立法委員高金素梅的原因。
2010年6月16日，中國作家協會宣布，莫那能、朱秀娟與陳映真成為該會首3位臺灣會員；6月22日，中國作家協會官方網站發布公報，再次宣布莫那能、朱秀娟與陳映真成為該會首3位臺灣會員。6月16日，莫那能接受自由亚洲电台專訪時說，他支持兩岸統一，但他不是民族主义者，「國家叫什麼」对他来说并不重要；他支持兩岸統一，只是因为「两岸越和平，对原住民越有利」，这和原住民的身分没有关系；他在长年参与原住民运动的过程中亲眼看到，國民黨與民進黨如何收买线民，执政后又重用叛徒；从历史的脉络来看，即使台湾独立，也没有原住民的地位；他有自己的原则，即使他支持兩岸统一，他还是一个原住民，以台湾大多数人民利益为先。
2010年10月23日，三鶯部落自救會前往新北市市長候選人朱立倫及蔡英文的競選總部，要求兩人正式回應基層原住民的訴求；莫那能到場聲援三鶯部落自救會，以胡德夫的歌〈為什麼〉唱出底層原住民的心聲。
2011年1月30日，莫那能說，近年來，健身美容中心、飯店紛紛自設按摩坊，他的按摩院生意越來越差，一個月最差僅來客11人；大法官解釋認定非視障者也能從事按摩業，他的按摩院生意更掉了五成，「那些按摩坊都削價競爭，設備、附屬服務都很企業化，我們怎麼比得上」；他曾與視障者上街抗議多次，可惜抗議無效，「我們盲人只會按摩，開放明眼人競爭叫我們怎麼活」。
2011年12月5日，莫那能出席行政院文化建設委員會與行政院原住民族委員會合辦「第一屆兩岸民族文學交流暨學術研討會」第一場次，朗誦吟唱自己的詩〈鐘聲響起時〉。
2012年7月28日，莫那能出席「沙灘、海洋、fudafudak──永遠的天堂」反美麗灣渡假村音樂會，朗誦自己的詩作；他說，雖然雙眼看不見，卻能看清楚財團與國家機器聯手侵害原住民文化，從過去在太魯閣與知本的開發就能發現原住民在觀光口號之下淪為陪襯，他希望大家能團結守護自己的文化。
2013年12月28日，莫那能出席綠色小組成立27週年紀念會。
2015年5月18日，莫那能回憶，他一直記得，某一次遊行，有一個自發走入臺灣原住民族權利促進會隊伍的漢人拍拍他的肩膀、用台語對他說「恁番仔嘛是台灣人，咱要作夥打倒外省仔、打倒國民黨（你們番仔也是台灣人，我們要一起打倒外省仔、打倒國民黨）」，而在此之前原住民從來沒有被漢人當成可以跟他們平起平坐的「台灣人」；所以，雖然此言令他心裡有點不舒服，但為了更大的集體利益，他只好回給這個漢人一個擁抱。
2015年6月1日，莫那能說：
|  | 參與社會運動，讓我深深體會到自己的有限。而且必須說，我是運動的受益者。如果不是運動的啟發與滋養，或許自己早已成為第二個湯英伸。正是帶著這樣的體會，我始終抗拒主流政治勢力的收編。曾經，有兩個政黨願意把我列為立委選舉不分區的安全名單，被我拒絕了；也曾經，有執政者願意提供鉅額資金，但前提是不能公開，也因此被我婉拒。 |

2017年2月12日，莫那能說，屏東縣牡丹鄉高士部落是牡丹社事件日本人藉故侵略臺灣原住民領地的主戰場，他的祖先是牡丹社事件參與者之一，因此他不能認同抗暴頭目阿祿古父子的排灣族後代讓日本人來重建高士神社；臺籍日本兵包含了許多被日軍強徵到南洋打仗的高砂義勇隊，臺灣原住民完全是大東亞戰爭的受害者而不是共犯，但2016年中華民國總統蔡英文以總統身分去琉球為「台灣之塔」揭碑紀念臺籍日本兵，蔡英文此舉等於合理化日本軍國主義的行為、認為臺灣原住民為日本打仗是理所當然、把臺灣原住民變成大東亞戰爭的共犯；夷將·拔路兒曾任原權會會長，在民進黨執政以後擔任原民會主委，卻不敢對民進黨立委邱議瑩以「番仔」污辱臺灣原住民這樣的事情表示意見。
2020年6月9日，釣魚台教育協會、台灣釣魚台光復會、中華保釣協會共同發起，十多個團體聚集於日本台灣交流協會臺北事務所前，抗議日本沖繩縣石垣市意圖更改釣魚台列嶼之名稱；日本台灣交流協會未派員出面回應，也未收下抗議書。莫那能出席時說，至今台灣還有三點沒有光復，即釣魚台主權問題仍未解決、慰安婦問題仍未解決、高砂義勇隊仍被供奉於靖國神社；他怒批，日本殖民時把台灣原住民當作砲灰，現在台灣漁民也受到日本的欺負。

## 著作
- 《美麗的稻穗》：晨星出版社1989年8月10日初版，ISBN 9575830768；人間出版社2010年5月初版一刷，ISBN 978-986-6777-16-5。
- 《一個台灣原住民的經歷》：莫那能口述，劉孟宜錄音整理，呂正惠編輯校訂，人間出版社2010年5月初版一刷，ISBN 978-986-6777-19-6；人間出版社2014年8月修訂初版，ISBN 978-986-6777-75-2。

## 批評
2010年7月12日，政評家曹長青在《自由時報》上發表文章，批評陳映真、朱秀娟及莫那能等數位加入中國作家協會的作家，曹長青聲稱他們這樣做是為了獲得共產中國所給予的豐厚利益。

## 外部連結
- 莫那能的部落 （页面存档备份，存于）